# オズワルド・マイレーナ
オズワルド・アントニオ・マイレーナ（Oswaldo Antonio Mairena , 1975年7月30日 - ）は、ニカラグア共和国チナンデガ県出身の元プロ野球選手（投手）。左投左打。

## 経歴
1996年にアマチュアFAでニューヨーク・ヤンキースと契約。アトランタオリンピックにニカラグア代表として4試合に登板し4位入賞。
1997年は主にA級、1998年はA+級、1999年はAA級でプレー。
2000年7月21日にグレナレン・ヒルとの1対2の交換トレードでベン・フォードとともにシカゴ・カブスに移籍。9月5日のコロラド・ロッキーズ戦でメジャー初登板を果たした。この年は2試合に登板した。
2001年のスプリングトレーニング中にマニー・アイバーとの交換トレードでフロリダ・マーリンズへ移籍。この年はAA級ポートランド・シードッグスで22試合、AAA級カルガリー・キャノンズで31試合に登板したが、メジャーへの昇格はなかった。
2002年は2年ぶりにメジャーに昇格し、で31試合に登板して2勝3敗、防御率5.35という成績を残した。
2003年はAAA級のアルバカーキ・アイソトープスでプレー。61試合に登板し、6勝4敗、防御率5.86の成績を残したが、メジャー昇格はなかった。
2004年は9月に中華職業棒球大聯盟（CPBL）の統一セブンイレブン・ライオンズと契約。2試合に先発登板したが、初登板は4回1/3で3失点降板、2試合目は3回1/3で3失点（自責点1）降板と結果を残せず、この年限りで退団した。
2005年はメキシカンリーグのラグナ・カウボーイズとオアハカ・ウォーリアーズに所属。
2006年からは母国ニカラグアのリーガ・ニカラグエンセ・デ・ベイスボル・プロフェシオナル（LBPN）で2013年までプレーを続け現役を引退。
2014年からは同リーグでコーチを務め、2020年9月からはティグレス・デル・チナンデガの投手コーチを務めている。

## 詳細情報

### 年度別投手成績
| 年 度     | 球 団     | 登 板 | 先 発 | 完 投 | 完 封 | 無 四 球 | 勝 利 | 敗 戦 | セ 丨 ブ | ホ 丨 ル ド | 勝 率 | 打 者 | 投 球 回 | 被 安 打 | 被 本 塁 打 | 与 四 球 | 敬 遠 | 与 死 球 | 奪 三 振 | 暴 投 | ボ 丨 ク | 失 点 | 自 責 点 | 防 御 率 | W H I P |
| --------- | --------- | ----- | ----- | ----- | ----- | -------- | ----- | ----- | -------- | ----------- | ----- | ----- | -------- | -------- | ----------- | -------- | ----- | -------- | -------- | ----- | -------- | ----- | -------- | -------- | ------- |
| 2000      | CHC       | 2     | 0     | 0     | 0     | 0        | 0     | 0     | 0        | 0           | ----  | 14    | 2.0      | 7        | 1           | 2        | 0     | 0        | 0        | 0     | 0        | 4     | 4        | 18.00    | 4.50    |
| 2002      | FLA       | 31    | 0     | 0     | 0     | 0        | 2     | 3     | 0        | 0           | .400  | 148   | 33.2     | 38       | 7           | 12       | 0     | 0        | 21       | 3     | 1        | 21    | 20       | 5.35     | 1.49    |
| 2004      | 統一      | 2     | 2     | 0     | 0     | 0        | 0     | 1     | 0        | 0           | .000  | 42    | 7.2      | 14       | 1           | 4        | 0     | 0        | 8        | 0     | 0        | 6     | 4        | 4.70     | 2.39    |
| MLB：2年  | MLB：2年  | 33    | 0     | 0     | 0     | 0        | 2     | 3     | 0        | 0           | .400  | 162   | 35.2     | 45       | 8           | 14       | 0     | 0        | 21       | 3     | 1        | 25    | 24       | 6.06     | 1.65    |
| CPBL：1年 | CPBL：1年 | 2     | 2     | 0     | 0     | 0        | 0     | 1     | 0        | 0           | .000  | 42    | 7.2      | 14       | 1           | 4        | 0     | 0        | 8        | 0     | 0        | 6     | 4        | 4.70     | 2.39    |